# Johnny GoGo
《Johnny GoGo》（韓語：쟈니고고）為南韓女子音樂組合G-reyish的一首單曲，也是她們的出道單曲，此單曲在2017年6月1日發行。

## 發行背景
G-reyish經過3個月的練習生時期過後，決定以《Johnny GoGo》作為出道曲進入樂壇。在舉辦專輯發行記者會時，G-reyish對媒體表示此次的曲風採70-80年代的復古風格，與T-ara相比之下，比較貼合周六夜現場所展示的風格。主打曲的歌詞也新創了一個虛構人物「DJ Johnny」，這個角色穿梭整首歌曲，使得歌曲變得更加興奮、活潑。

## 舞蹈
成員Hyunseo在G-reyish的訪談中表示：「針對這首歌曲的舞蹈，我們一遍又一遍的練習，我們還請了攝影師幫我們錄影，不斷把動作暫停-播放-暫停-播放，連細微的小動作都不敢放過，也因此我們的舞蹈動作都很熟練。」

## 爭議
G-reyish在回歸後接受採訪時稱「T-ara在經歷多個活動後才呈現復古的概念，而我們希望在出道後就可以挑戰復古風格，讓粉絲能在未來對我們印象深刻」，而成員YeSo表示：「我認為T-ara是一艘載貨的輪船，但是現在我們即將出輯，（比起歌曲）我想談談（G-reyish）這團名」，引起T-ara粉絲的不滿。

## 發行紀錄
| 單曲            | 日期         | 形式     | 發行公司             |
| --------------- | ------------ | -------- | -------------------- |
| 《Johnny GoGo》 | 2017年6月1日 | 數位下載 | Elijah Entertainment |